# Аникина, Ольга Николаевна
Ольга Николаевна Аникина (род. 7 ноября 1976, Новосибирск) — российская поэтесса, прозаик, переводчик, член Союза писателей Санкт-Петербурга.

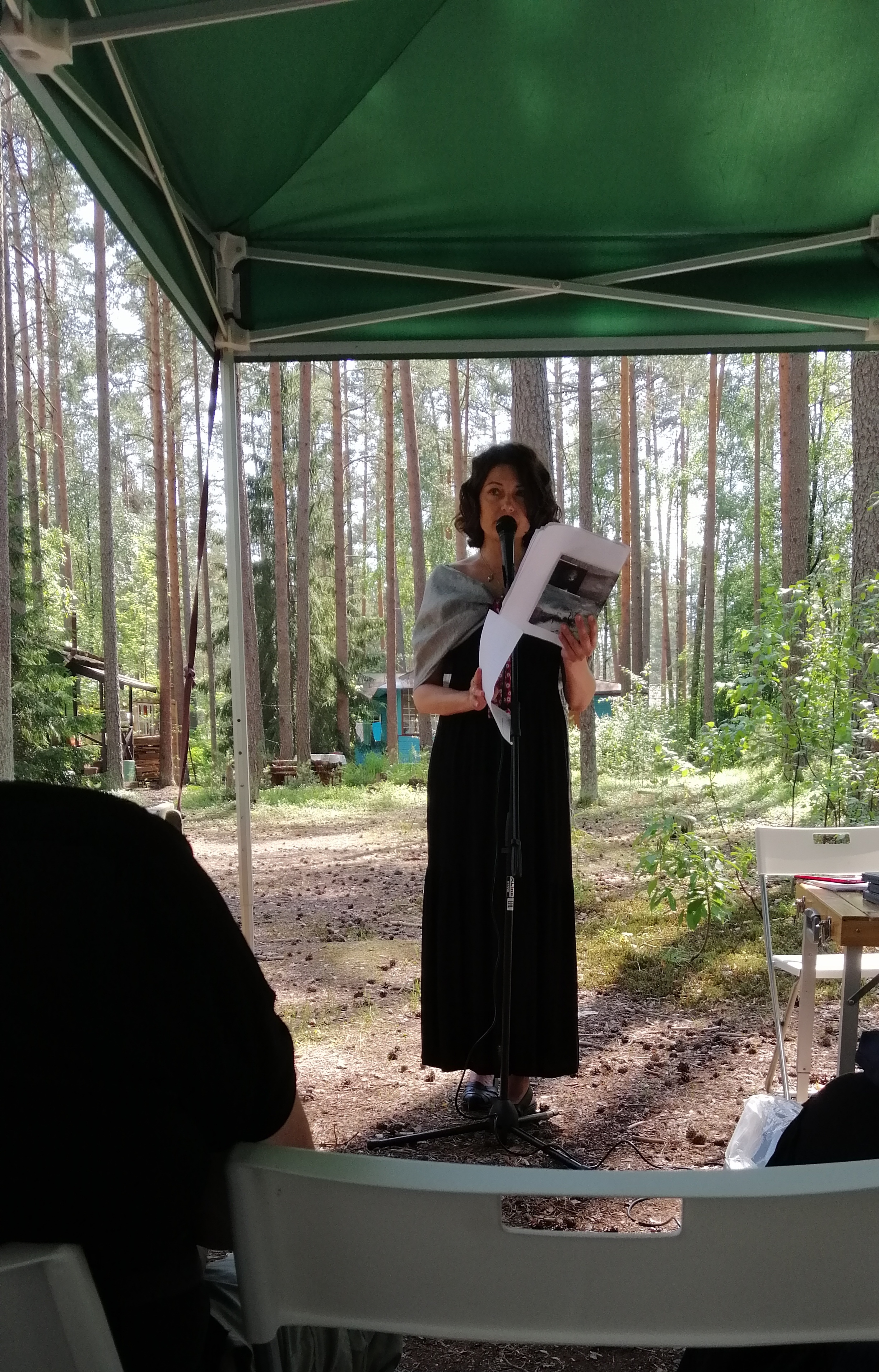
Ольга Аникина на Ахматовской даче в Комарове, июль 2022

## Биография
Окончила Новосибирский государственный медицинский университет и Литературный Институт им. А. М. Горького. Стихи и проза Ольги Аникиной публиковались в журналах «Сибирские огни», «Контрабанда» «Северная Аврора», «Лампа и Дымоход», «Homo Legens», «Волга», «Дружба Народов», «Москва», «Дети Ра», «Вокзал», «Новый мир», «Знамя», «Октябрь», «Зинзивер», «Эмигрантская лира», «Бельские просторы», в «Литературной газете», в «Лиterraтура» и других изданиях.
Автор стихотворных сборников: «Первоцвет», «Соло…», «Жители съёмных квартир», «Картография», «Кулунда»
Автор стихотворных переводов из Боба Дилана (опубликованы в «Новым мире»), переводов стихов классика американской прозы Шервуда Андерсона «Песни Срединной Америки», еврейских поэтов (Ицик Мангер, Мани Лейб, Анна Марголина и др.)
Творчество Ольги Аникиной отмечено премиями: «Поэт года», «Пушкин в Британии», имени Н. Гумилёва «Заблудившийся трамвай», имени Н. В. Гоголя, журнала «Зинзивер», Волошинского конкурса (дважды).
Представляла Россию на Международных фестивалях поэзии в Буэнос-Айресе и в Квебеке. Стихи переведены на английский, французский, испанский, корейский, болгарский языки, на иврит и фарси.
В 1999 г. окончила Новосибирский государственный медицинский университет. Кандидат медицинских наук, в 2005 году защитила диссертацию «Нарушения диастолической функции сердца и эндотелиального ответа плечевой артерии у больных артериальной гипертензией с хронической сердечной недостаточностью и без неё». Работает врачом в Санкт-Петербурге.
Училась в Литературном Институте им. А. М. Горького, семинар Г. И. Седых.
Стихи переведены на английский, французский, испанский, корейский, болгарский языки, а также на иврит и фарси.
Песню «Молитва» («Мой голубь за окном») и песню «Фишка» на стихи Ольги Аникиной и музыку Алексея Белова исполняет российская певица Ольга Кормухина. Песню «Кукольный вальс» на стихи Ольги Аникиной и музыку Алексея Караковского исполняет российская рок-группа «Происшествие». Песню «Хава нагила» на стихи Ольги Аникиной (вольный перевод с иврита) исполняет Элечка.
Входит в состав оргкомитета премии «Антоновка 40+».
Муж — Дмитрий Владимирович Легеза, врач анестезиолог-реаниматолог, тоже пишет стихи и прозу.